# Marga van Arnhem
Margaretha Christina Anna van Arnhem (Maarssen, 31 oktober 1940 – Soest, 22 april 1997) was een Nederlands radio- en televisiepresentator.

## Biografie
Van Arnhem begon haar loopbaan in 1961, net als veel latere collega's, bij Minjon, de jeugdomroep van de AVRO.
In 1968 kwam zij als omroepster in dienst bij het NOS Journaal. Dat bleef zij drie jaar doen. Over die periode zei ze in 1971 in De Tijd: 'Je kunt als persoon bij dit werk niet interessant zijn. Je bent gewoon een methode om de mensen deel te laten nemen in het nieuws. Ik probeer er zo neutraal mogelijk uit te zien. Je mag de mensen tenslotte niet afleiden van het plaatje. Maar ik voel me het lekkerst zonder verf met de bekende staartjes.'
Freelancer Van Arnhem vertrok in 1971 bij het Journaal en stapte over naar het toenmalige Sport in Beeld (tegenwoordig Studio Sport). Daar was ze tot het einde van de jaren tachtig het vrouwelijke gezicht.
Marga van Arnhem trad op bij vrijwel alle grote gebeurtenissen op sportgebied, zoals de Tour de France, wereldkampioenschappen en Olympische Spelen. In de gezamenlijke uitzendingen van de omroepen over de Golfoorlog in 1991 en de wateroverlast in het Gelderse rivierengebied in 1995 was Van Arnhem te horen en op 5 oktober 1992 verzorgde ze samen met Govert van Brakel de verslaglegging van de Bijlmerramp met een neergestorte El Al-Boeing op de Amsterdamse woonwijk.
Al die jaren bleef Van Arnhem de radio erbij doen. Sinds 1972 werkte zij bij de NCRV-radio, de laatste jaren bij Hier en Nu. Ze was een van de drijvende krachten van het Radio 1 Journaal, dat op 1 september 1995 begon te lopen. Jarenlang werd ze op de vrijdag 'uitgeleend' voor de dagsluiting bij het NOS-programma Met het oog op morgen. Die langdurige freelance verbintenis duurde, met een tweejarige onderbreking van 1984 tot 1986 bij de AVRO, tot zij uiteindelijk wegens ziekte haar werk moest opgeven.

## Erkenning
Directeur Piet van Tellingen van het Radio-journaal roemde Van Arnhem na haar overlijden als een 'markante presentator, voor de gehele publieke omroep'.
Marga van Arnhem is opgenomen in het boek 1001 vrouwen in de 20ste eeuw van historica Els Kloek, in de lijst van de Belangrijkste personen in 100 jaar radio die is opgesteld door het vakblad voor omroepers Spreekbuis en in de expositie Mediavrouwen, een samenwerking tussen Museum Hilversum en het Nederlands Instituut voor Beeld en Geluid.

## Familie
Na haar huwelijk met sportpresentator Jan Kamlag trouwde Marga van Arnhem in 1982 met Ruud de Boer. Samen kregen zij datzelfde jaar een dochter, Eva.
Ze overleed op 56-jarige leeftijd en is begraven in Soest.
- Biografisch Portaal: 52884138
- MusicBrainz: ac12d318-7ee5-4b32-8670-d7306f4429b2
- Nederlandse Thesaurus van Auteursnamen: 074050958
- Virtual International Authority File: 283042824